# なぎの木

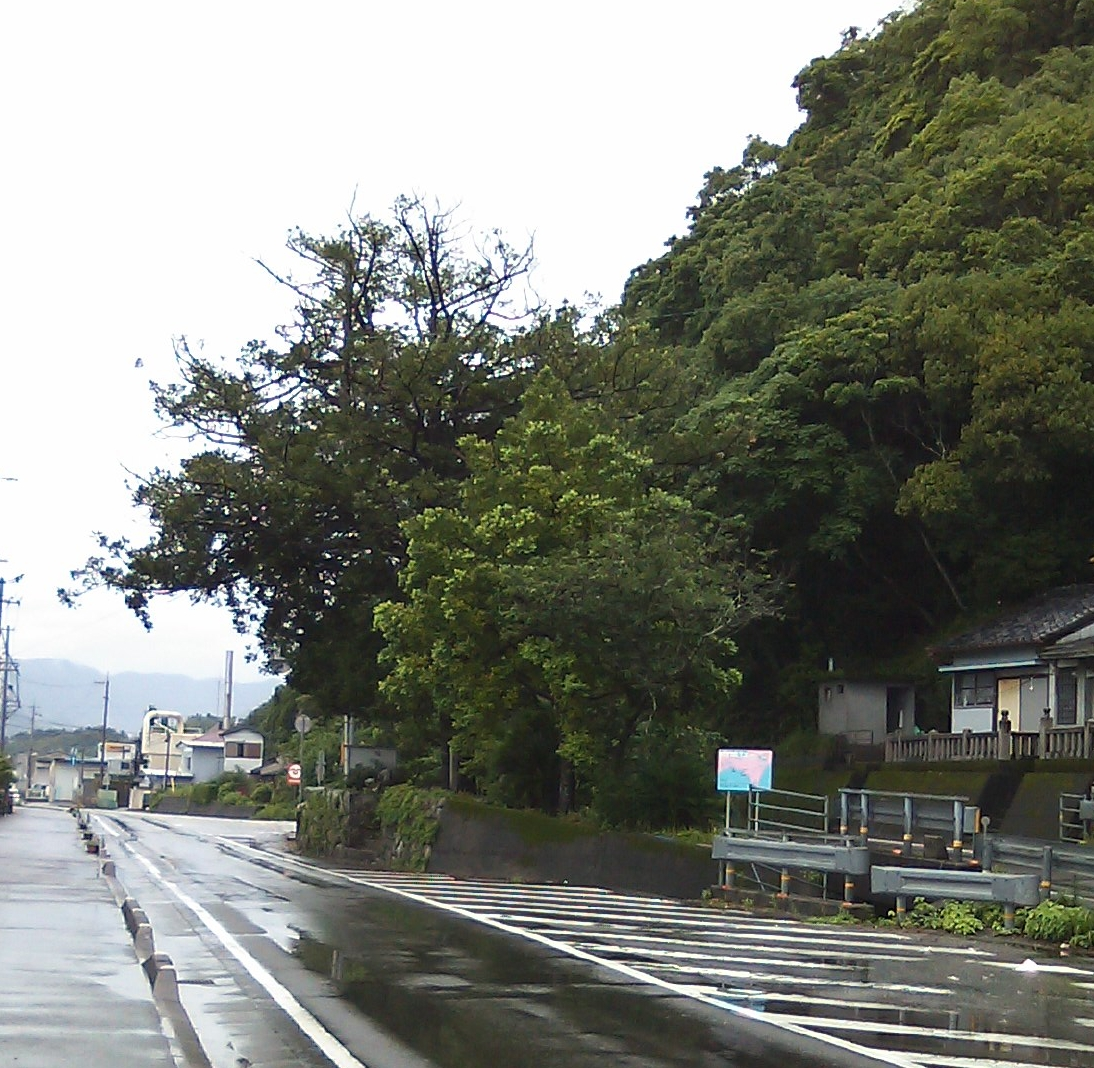
なぎの木

なぎの木（なぎのき）は、高知県安芸市下山にある木。神木 梛（なぎ）の木と呼ばれている。

## 特徴
国道55号の中央分離帯上にある。安芸市教育委員会によると、2010年時点で樹齢は推定約400年。高さ約17メートル。

## 歴史
言い伝えによると、かつて波切不動明王（波切不動）を信仰している広光金二という漁師（または釣り好きの神職）が嵐のため遭難し、波に漂っているとき笹のような葉をつけた小枝にしがみついた。その枝が波切不動の境内にある神木・梛の木であり、金二は助かったとされている。
1934年（昭和9年）の室戸台風で、もう1本あったなぎの木が倒れ1本となった。
1969年（昭和44年）の国道改修工事の際に伐採される予定だったが、建設省は地元の反対を受けて残すこととした。国道の中央分離帯を設置してナギの木と境内の一部とし、この部分のみ上下線を分離した。地元住民は年1度、この樹のために春の大祭を実施している。

## 交通
土佐くろしお鉄道ごめん・なはり線 伊尾木駅下車。国道55号を安田町方面へ約1.5 km。